# Bernardo Reyes

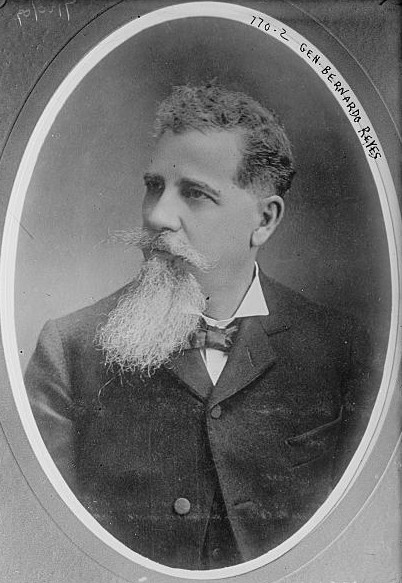
Bernardo Reyes (1909)

Bernardo Reyes (ur. 1850, zm. 1913), meksykański wojskowy (generał) i polityk.
Był jednym z bliskich współpracowników Porfirio Díaza, przez wiele lat zajmował kluczowe pozycje zarówno na szczeblu stanowym (gubernator Nuevo León 1885-1887, 1889-1896, 1896-1897, 1897-1900, 1903-1909) jak i federalnym (minister wojny). Postrzegany jako jeden z potencjalnych następców prezydenta, dysponował wsparciem politycznym Centralnego Klubu Reysistów, który dążył do objęcia przez niego stanowiska wiceprezydenta, następnie zaś do stopniowego przejścia do systemu demokratycznego. Jego pozycja uległa osłabieniu gdy Diaz ogłosił, że kandydatem na wiceprezydenta w wyborach wyznaczonych na 1910 jest, dotychczas piastujący tę funkcję, Ramón Corral. Po ustąpieniu Diaza był jednym z kandydatów w elekcji z października 1911. W trakcie urzędowania Francisco Madery przewodził jednemu z antyrządowych buntów. Został wzięty do niewoli, wydostał się z niej dzięki antymaderowskim spiskowcom (9 lutego 1913). Zginął podczas walk o Pałac Narodowy.